# Місячний пиріг із креветками
Місячний пиріг із креветками (спрощ.: 月亮虾饼; кит. трад.: 月亮蝦餅; піньїнь: yuèliàng xiābǐng) — популярна тайванська страва сяочі, яку зазвичай подають у місцевих юньнансько-тайських ресторанах. Креветки, часник і свинячий жир товчуть, а потім викладають на круглу обгортку для яєчного рулету. Зверху кладуть ще одну обгортку, обсмажують на сковороді і подають із солодким соусом чилі. Кажуть, що назва страви походить від форми пирога, яка є схожою на золотий повний місяць.
Багато тайванців помилково вважають цю страву тайською закускою, але насправді вона не має тайського походження, та є саме тайванською. За словами деяких ЗМІ, Лінь Іай, заморський китаєць із Юньнаню, який грав музику в Таїланді, приїхав на Тайвань на навчання, і випадково вигадав цю страву, коли стажувався в тайському ресторані. Саме тому в пізніших ресторанах Таїланду з'явилася ця закуска.